# تريمة
التريمة (الاسم العلمي: Trema) هي جنس من النباتات يتبع الفصيلة القنبية من رتبة الورديات.

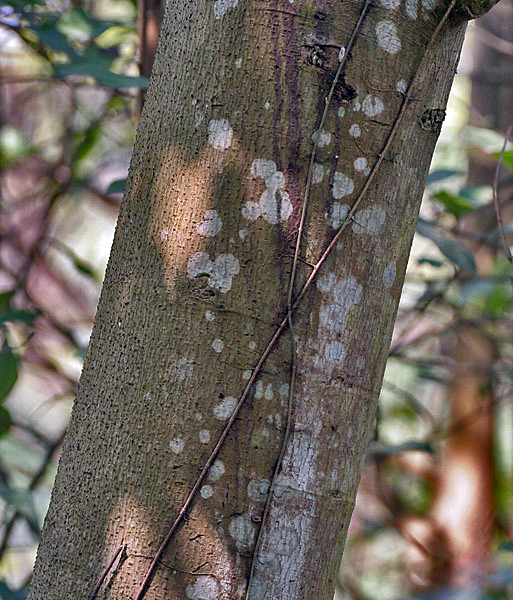
Bark of تريمة شرقية at Kolkata, West Bengal, India
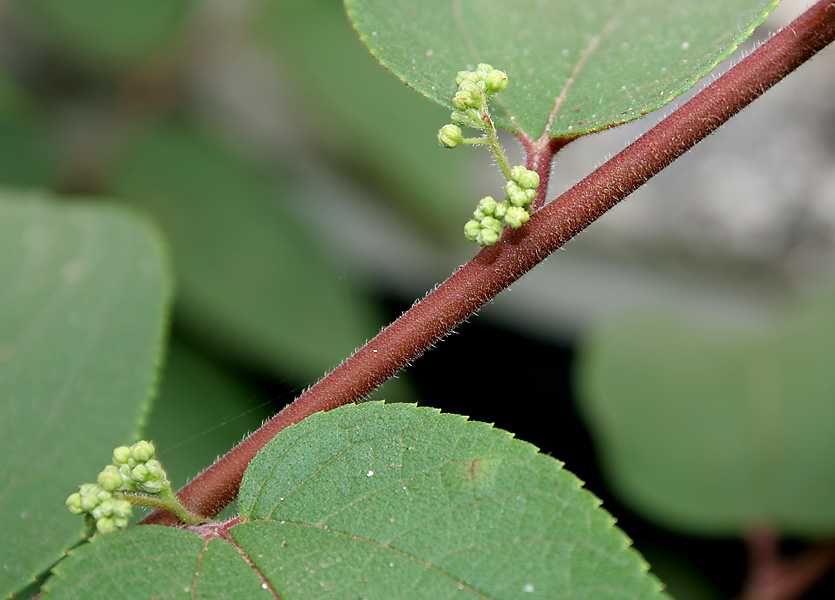
Flowers of تريمة شرقية in غوا، الهند.
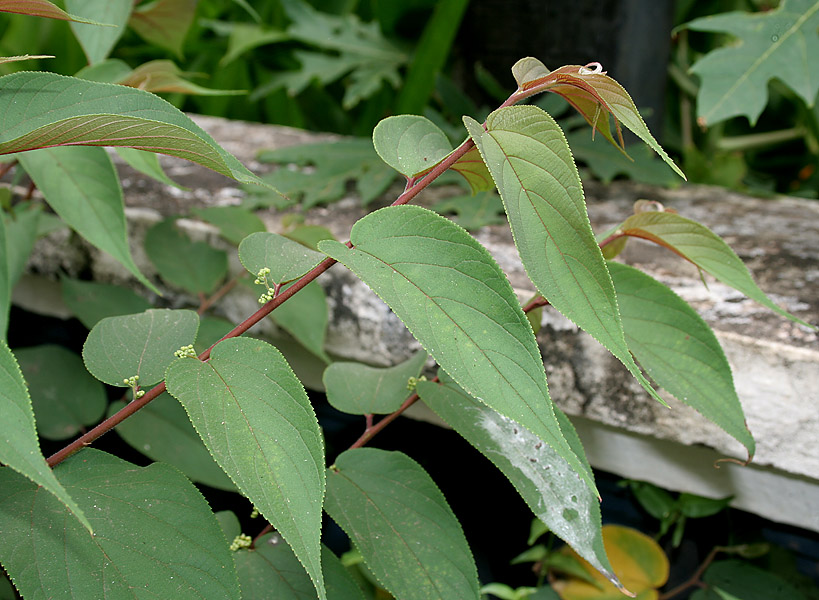
leaves of تريمة شرقية in غوا، الهند.
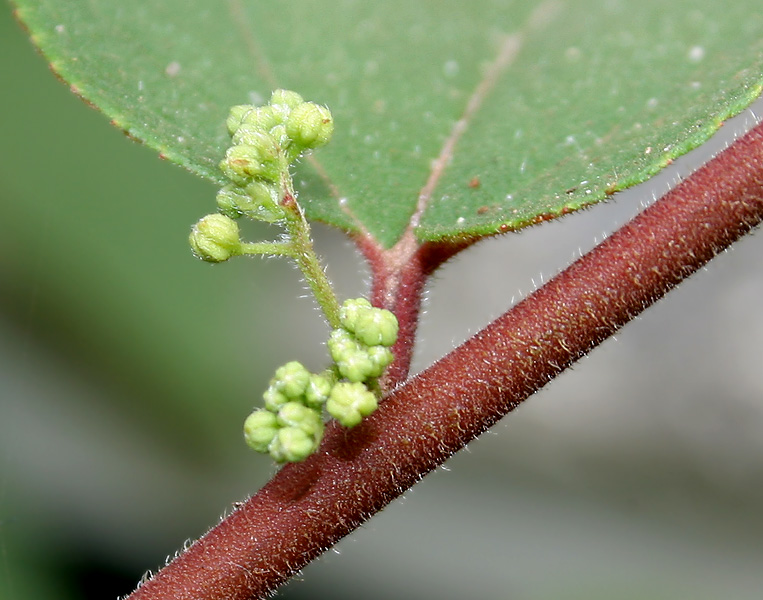
Flowers of تريمة شرقية in غوا، الهند.
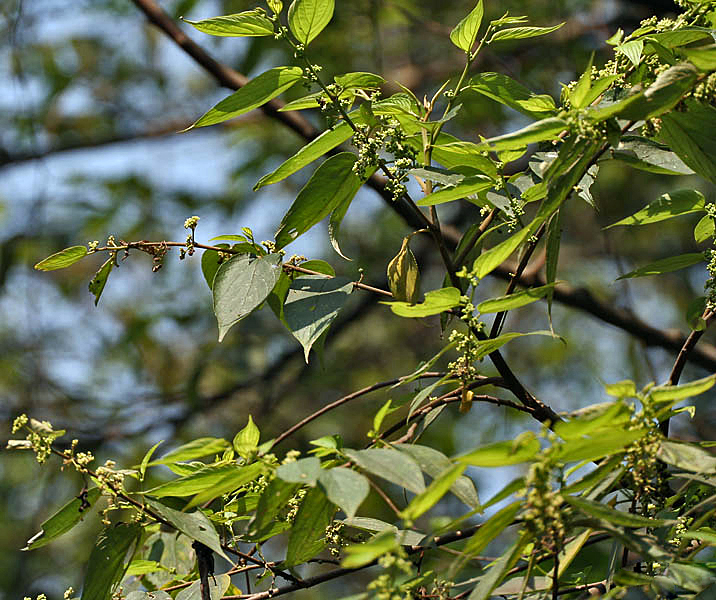
Branches of T. orientalis at Kolkata, West Bengal, India